# Veselí nad Lužnicí (stacja kolejowa)
Veselí nad Lužnicí – stacja kolejowa w miejscowości Veselí nad Lužnicí, w kraju południowoczeskim, w Czechach. Znajduje się na linii 202 Benešov – Czeskie Budziejowice, na wysokości 415 m n.p.m..  

## Linie kolejowe
- 220: Benešov – Czeskie Budziejowice
- 225: Havlíčkův Brod – Veselí nad Lužnicí
- 226: Veselí nad Lužnicí – Gmünd